# Новеченто
«Новече́нто» (итал. Novecento — «XX век») — неоклассическое течение в итальянском искусстве начала XX века. Название течения возникло по ассоциации с классическими наименованиями периодов развития итальянской культуры (кватроченто, чинквеченто), но создаёт особенную игру слов, позволяющую читать: «девятисотые годы» и «новосотые годы» (nove — девять, novità — новость, новинка).

## История
Идеи нового течения в итальянском искусстве, главным образом в живописи, были провозглашены в 1922 году писательницей, журналисткой, редактором социалистической газеты «Avanti!» (Вперёд!) и возлюбленной Бенито Муссолини, Маргеритой Сарфатти. Программа нового искусства предполагала возвращение от модернистских течений футуризма и экспрессионизма к «подлинному реализму» и «национальному классицизму» как истинному культурному наследию Италии, сложившемуся в эпоху итальянского Возрождения.
Авангардистские течения осуждались как чуждые национальному чувству итальянцев, а непререкаемым образцом предлагалось считать искусство итальянского Возрождения. Соответствующие воззвания, написанные Сарфатти, публиковались в выпусках газеты «Avanti!» и, позднее, звучали в выступлениях Муссолини. В дальнейшем после разрыва отношений с Маргаритой Сарфатти, став диктатором, Бенито Муссолини сам возглавил художественное течение «национального итальянского искусства», термин «новеченто» вошёл в официальный лексикон фашистского режима и тем самым приобрёл негативное значение в истории искусства XX века.

## Новеченто в живописи
В 1922 году в Милане была образована группа художников «Nostro Novecento» («Наши девятисотые»), обязавшихся воплотить провозглашённую социалистами художественную программу. В группу вошли семь живописцев: Ансельмо Буччи, Леонардо Дудревилль, Джан-Эмилио Малерба, Пьетро Маруссиг, Марио Сирони,Убальдо Оппи, Акилле Фуни. Художники впервые выставили свои работы в декабре 1922 года в Миланской галерее Пезаро. В 1924 году на Биеннале в Венеции группа новечентистов показала новые произведения (за исключением У. Оппи). К ним примкнули другие художники, жаждавшие перемен в искусстве и общественной жизни. Участников объединили идеи «католического возрождения». Художественную основу новеченто составили рационализм и неоклассицизм, понимаемые как способы «возвращения к порядку». Живописцы и скульпторы стремились вернуться к ренессансной классике, восстановить преемственность национальной культуры, прерванную космополитическим искусством авангарда начала XX века. Новечентисты группировались вокруг журнала того же названия, основанного в 1926 году писателем и журналистом Массимо Бонтемпелли. Члены группы выступали против академизма и формализма, одновременно объявив войну модернизму, эстетизму, сентиментализму и символизму. Они провозгласили возврат к простоте образов и «суровой правде героев и мифов, достойных XX века».
В 1926 году М. Сарфатти организовала в Милане новую выставку «Новеченто», на которой были представлены работы 110 итальянских художников, среди них были и бывшие футуристы. С 1926 года расширенная группа стала называться «Novecento Italiano» (Итальянское Новеченто). В эти же годы неоклассические тенденции проявились в живописи «метафизиков»: Джорджо де Кирико, Карло Карра, Джорджо Моранди, Артуро Мартини, Джакомо Балла, Фортунато Деперо, Джино Северини. Третья экспозиция состоялась в 1929 году. Свои идеи «метафизики» излагали в журнале «Пластические ценности» (Valori plastici), что отвечало общим тенденциям развития неоклассицизма и рационализма в искусстве как «возврата к порядку» (retour а̀ l’ordre). Новое искусство поддержали фашисты, отсюда странный сплав неоклассической и националистической идеологии, а также негативное отношение к этому движению в последующие годы.
В творчестве многих художников новеченто особое место занимало монументальное искусство. В 1933 году М. Сирони, М. Кампильи, К. Карра и А. Фуни опубликовали «Манифест монументальной живописи» (Manifesto della pittura murale), в котором назвали монументальное искусство аутентичным выражением «фашистского стиля», идеально сочетающего «античное и новое», основанного на строгости и ясности композиции. Эти идеи отражают фрески Де Кирико, Фуни, Кампильи, и мозаики Северини, показанные на 5-й Триеннале декоративных искусств в Милане в 1933 году.
К движению новеченто были близки многие итальянские художники, официально не входившие в это объединение: Эрнесто Базиле, Джулио Аристид Сарторио, Джованни Коста, символисты и футуристы.

## Новеченто в архитектуре
К живописцам присоединились архитекторы: Пьеро Порталуппи, Убальдо Кастальони, Себастьяно Ларко, Джино Поллини, Карло Энрико Рава, Джузеппе Пагано, Луиджи Фиджини, Гвидо Фретте. Члены группы исповедовали идеи рационализма. Наиболее известные архитекторы новеченто: Джованни Муцио, архитектор, писатель и «отец» итальянского дизайна Джио (Джованни) Понти, Эмилио Ланчья, Марчелло Пьячентини. Оригинально творчество итальянского архитектора «второго футуризма» Джузеппе Терраньи. В 1922 году он стал членом фашистской партии, испытал влияние раннего футуризма в лице Антонио Сант-Элиа. В 1926 году в Милане Терраньи вместе с архитекторами Адальберто Либерой, Убальдо Кастальони, Луиджи Фиджини, Гвидо Фретте, Джино Поллини основал «Группу семи» (Gruppo 7).
Тогда же был опубликован Манифест группы. В 1930 году Либера вместе с «Группой семи» основал «Итальянское движение за рациональную архитектуру» (MIAR: «Movimento Italiano di Architettura Razionale»). Либера был одним из организаторов и участником Первой (1928) и Второй (1931) «Выставок итальянской рациональной архитектуры». Другое название новой итальянской архитектуры: stile littorio («ликторский стиль»). Русские конструктивисты, в частности В. А. Веснин, именовали его неоромантизмом.
К движению новеченто в архитектуре относят также Чезаре Баццани, Джованни Микелуччи, Винченцо Пилотти, Анджоло Мадзони.
Фашистская архитектура представлена в фильме знаменитого фотографа и кинорежиссёра Лени Рифеншталь о пятом съезде национал-социалистической партии в Нюрнберге «Победа веры» (1933) и в фильме «Триумф воли» (1935). Консультантом первого фильма был немецкий архитектор-функционалист, член Германского Веркбунда Генрих Тессенов. В 1934 году главным архитектором Германского Рейха Адольф Гитлер назначил Альберта Шпеера (1905—1981). Ему приписывают создание «теории исторической ценности руин», согласно которой через тысячу лет от архитектуры фашистской Италии и Германии должны остаться не груды строительного мусора, а величественные руины, подобные руинам Древнего Рима (сравним высказывание Ле Корбюзье: «От хорошей архитектуры остаются величественные руины, от плохой — груда строительного мусора»). Выставки художников новеченто проходили в Кёльне (1928) и Барселоне (1929), на IV Триеннале прикладного искусства в Монце (1930).
В 1932 году в Риме состоялась Выставка фашистской революции («Mostra della Rivoluzione Fascista»). Выставку открыл Бенито Муссолини, посвятив её десятой годовщине марша фашистов на Рим. Грандиозной планировалась Всемирная выставка 1942 года в Риме (EUR: «Esposizione Universale di Roma»). Её проведению помешала война, но архитектурные сооружения, частично достроенные в 1950-х годах, составляют важный этап развития европейского неоклассицизма. В 1939—1941 годах А. Либера работал в Югославии и СССР. Его архитектурное творчество складывалось под воздействием германского Веркбунда. Как дизайнер он проектировал мебель, бытовые изделия промышленного производства. Модернизированного классицизма придерживался миланский архитектор Пьеро Порталуппи (1888—1967). После крушения фашистского режима и поражения Италии во Второй мировой войне художественное движение новеченто прекратило существование.

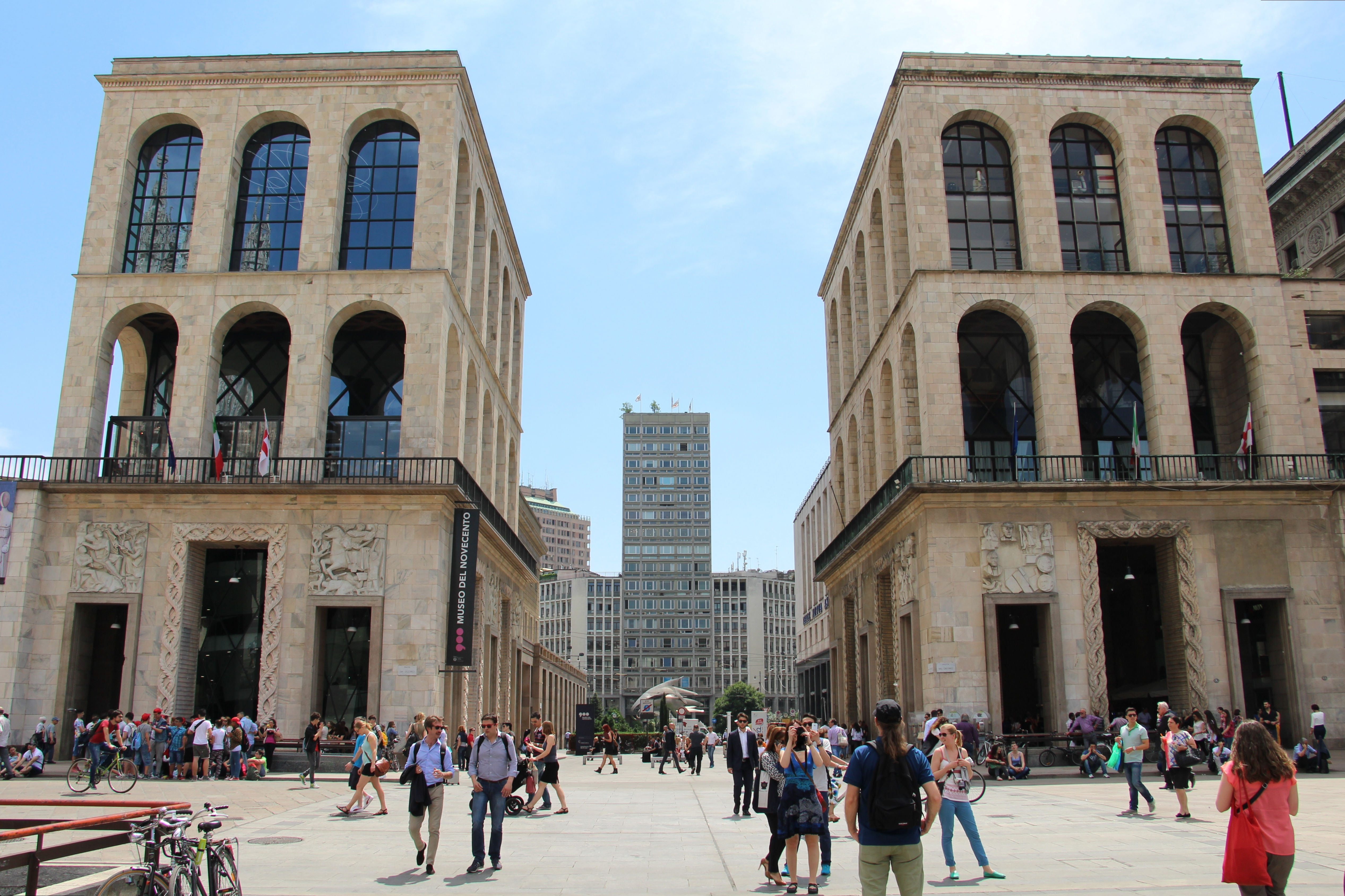
Музей Новеченто в Милане
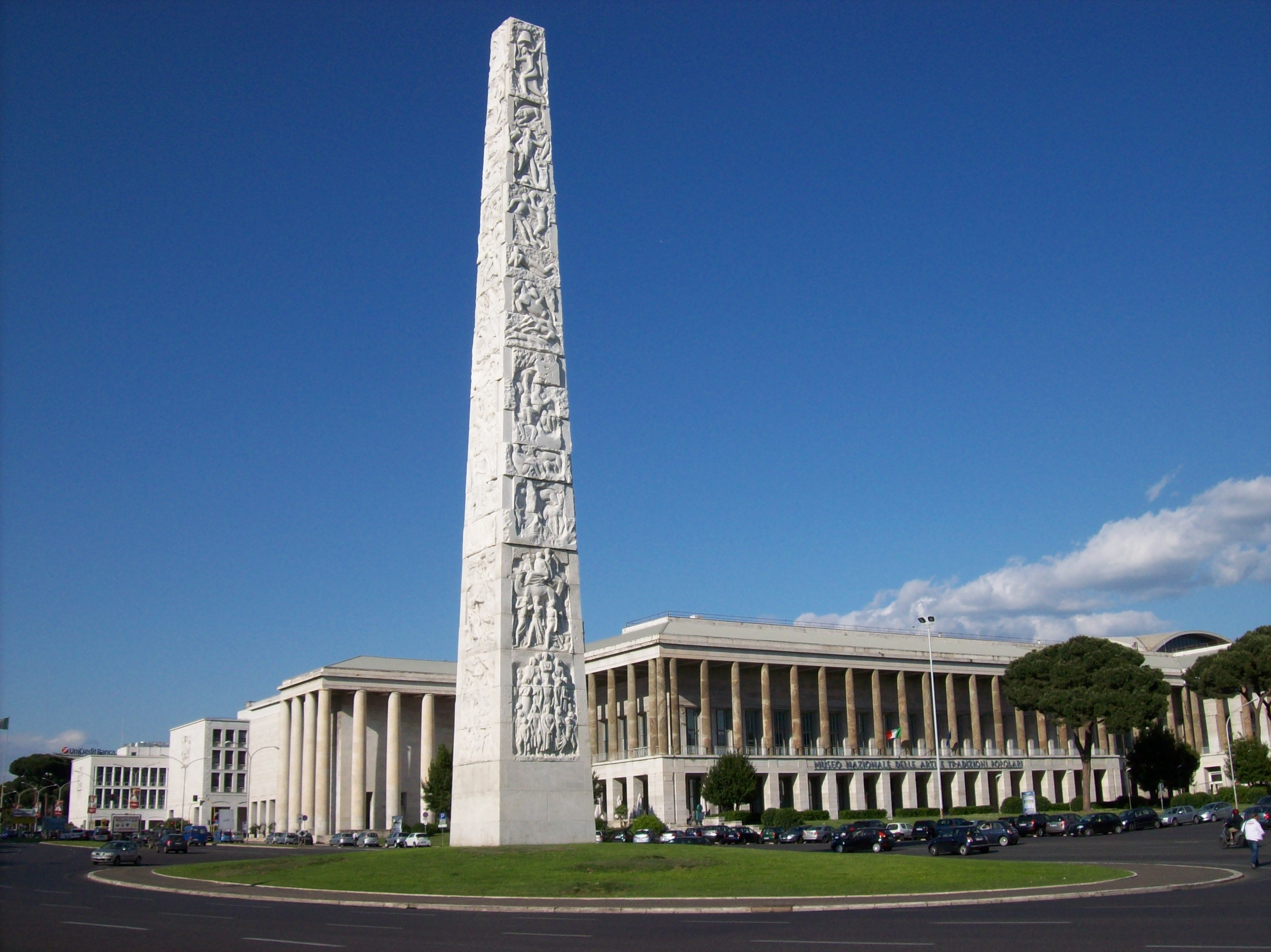
Квартал всемирной выставки в Риме
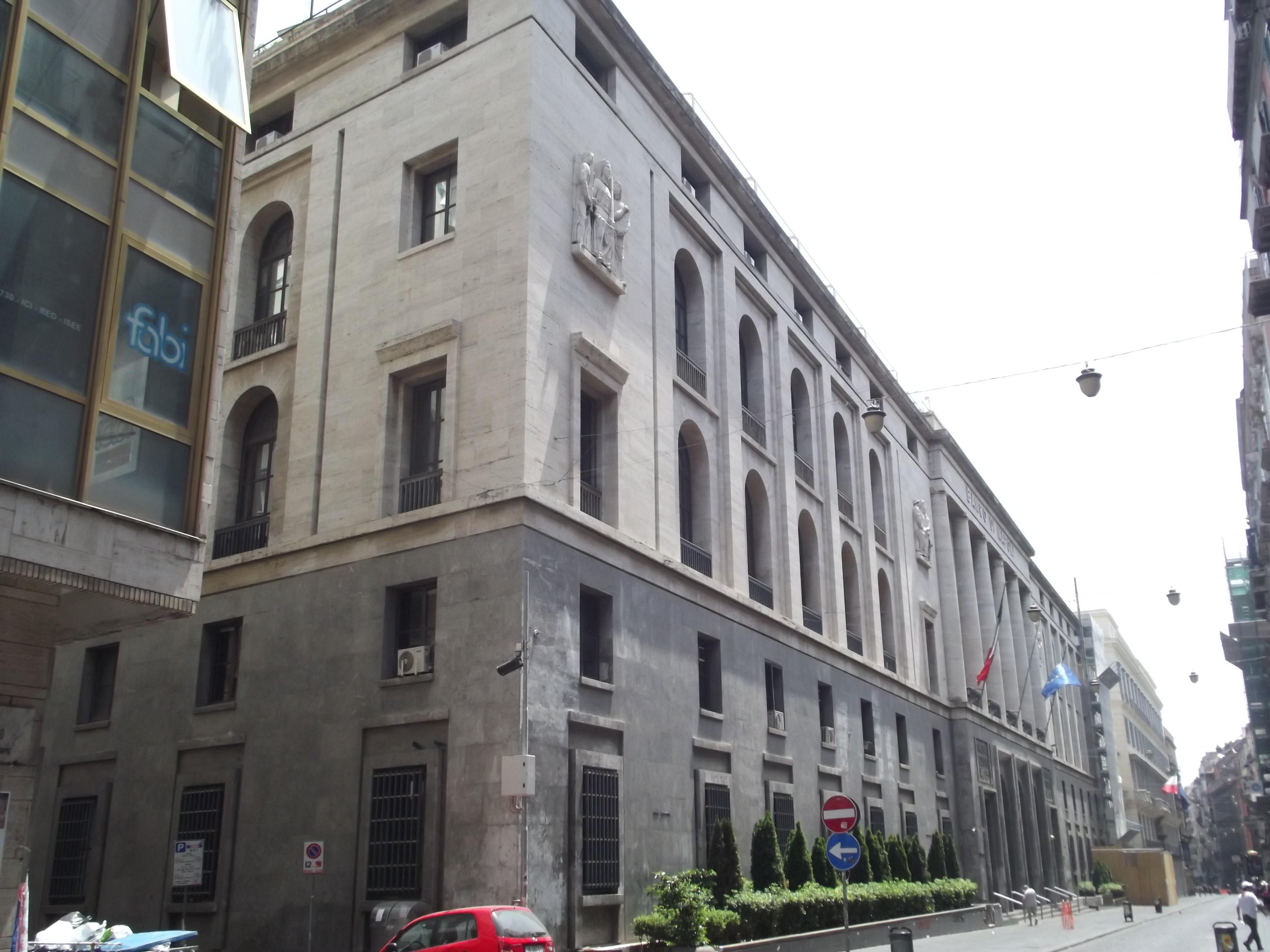
Здание Банка Неаполя
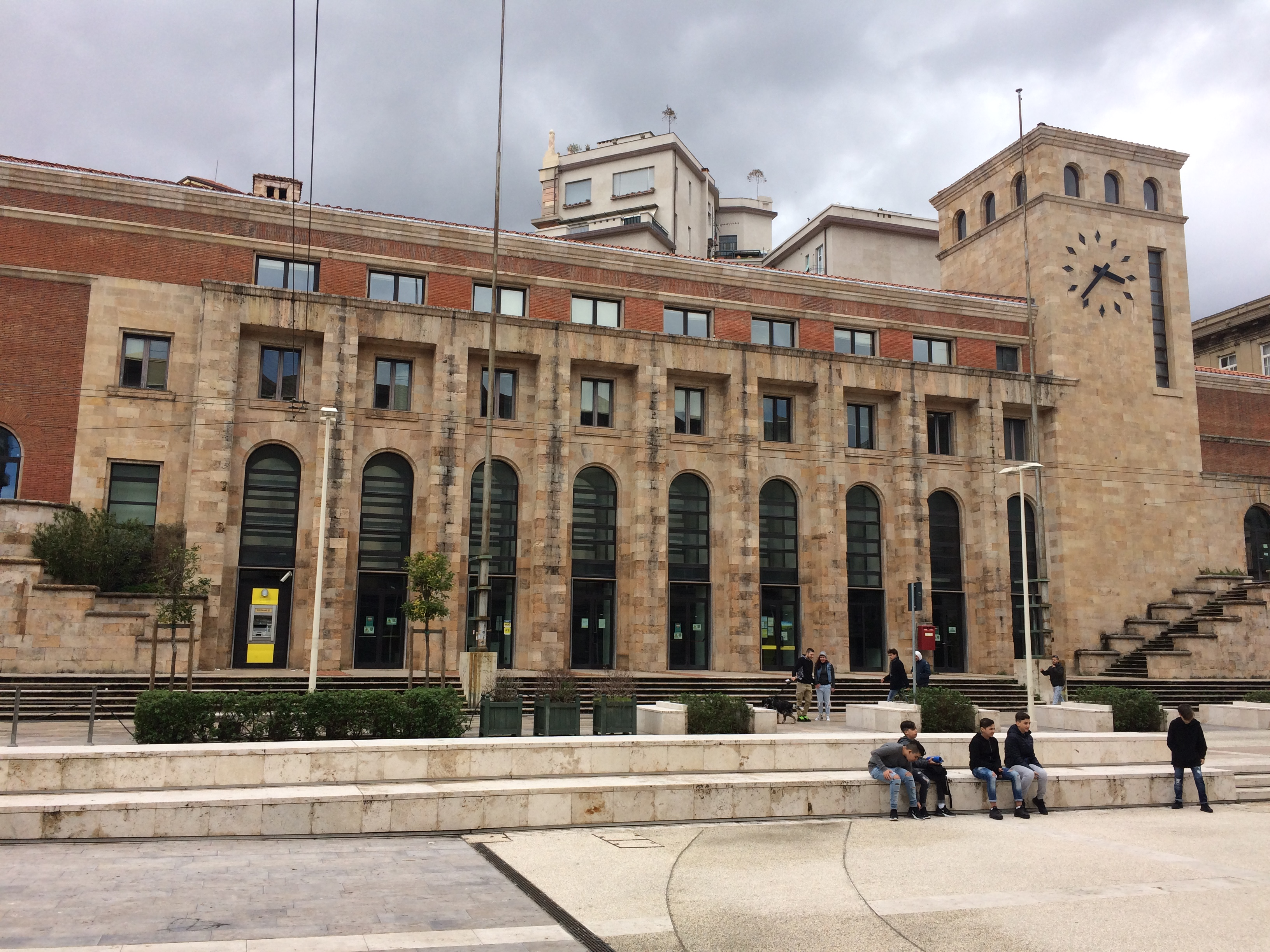
Здание почты в Специи
Площадь Победы в Брешиа